# Maurice Mollin
Maurice Mollin (Antwerpen, 6 mei 1924 - Deurne, 5 augustus 2003) was een Belgisch wielrenner.
Hij was prof van 1945 tot 1958 en wist in 1948 Luik-Bastenaken-Luik te winnen.
Maurice Mollin was de vader van Ricky Mollin die als skiër België vertegenwoordigde op de Olympische Winterspelen van 1980 en 1984. Hij was tevens grootvader van Bart Mollin die in 2010 deelnam aan de Olympische Winterspelen als skiër.

## Belangrijkste resultaten
1948
- 1e Luik-Bastenaken-Luik

1949
- 3e Omloop Het Volk

1953
- 2e Omloop Het Volk

## Resultaten in voornaamste wedstrijden
| Jaar | Ronde van Italië | Ronde van Frankrijk | Ronde van Spanje |
| ---- | ---------------- | ------------------- | ---------------- |
| 1947 |                  | 42e                 |                  |
| 1948 |                  | opgave              |                  |
| 1949 |                  |                     |                  |
| 1950 |                  |                     | opgave           |
| 1951 |                  |                     |                  |
| 1952 |                  |                     |                  |
| 1953 | opgave           |                     |                  |
| 1957 |                  |                     |                  |

| Jaar | Gent-Wevelgem | Ronde van Vlaanderen | Parijs-Roubaix | Luik-Bast.‑Luik | Omloop Het Volk | Waalse Pijl | Parijs-Brussel |  | Wereldranglijsten |
| ---- | ------------- | -------------------- | -------------- | --------------- | --------------- | ----------- | -------------- |  | ----------------- |
| 1947 |               |                      |                |                 |                 |             |                |  |                   |
| 1948 |               | 28e                  |                | ↑               | 23e             | 6e          |                |  |                   |
| 1949 | 5e            | 16e                  |                | 38e             | Brons           | 8e          | 8e             |  | 6e (CDC)          |
| 1950 |               |                      |                |                 |                 |             |                |  |                   |
| 1951 | 15e           |                      | 26e            |                 |                 | 29e         | 45e            |  |                   |
| 1952 |               |                      |                |                 |                 |             | 20e            |  |                   |
| 1953 |               | 13e                  |                |                 | Zilver          |             |                |  |                   |
| 1957 |               |                      |                |                 | 6e              |             |                |  |                   |